# Liste des régions inhabitées

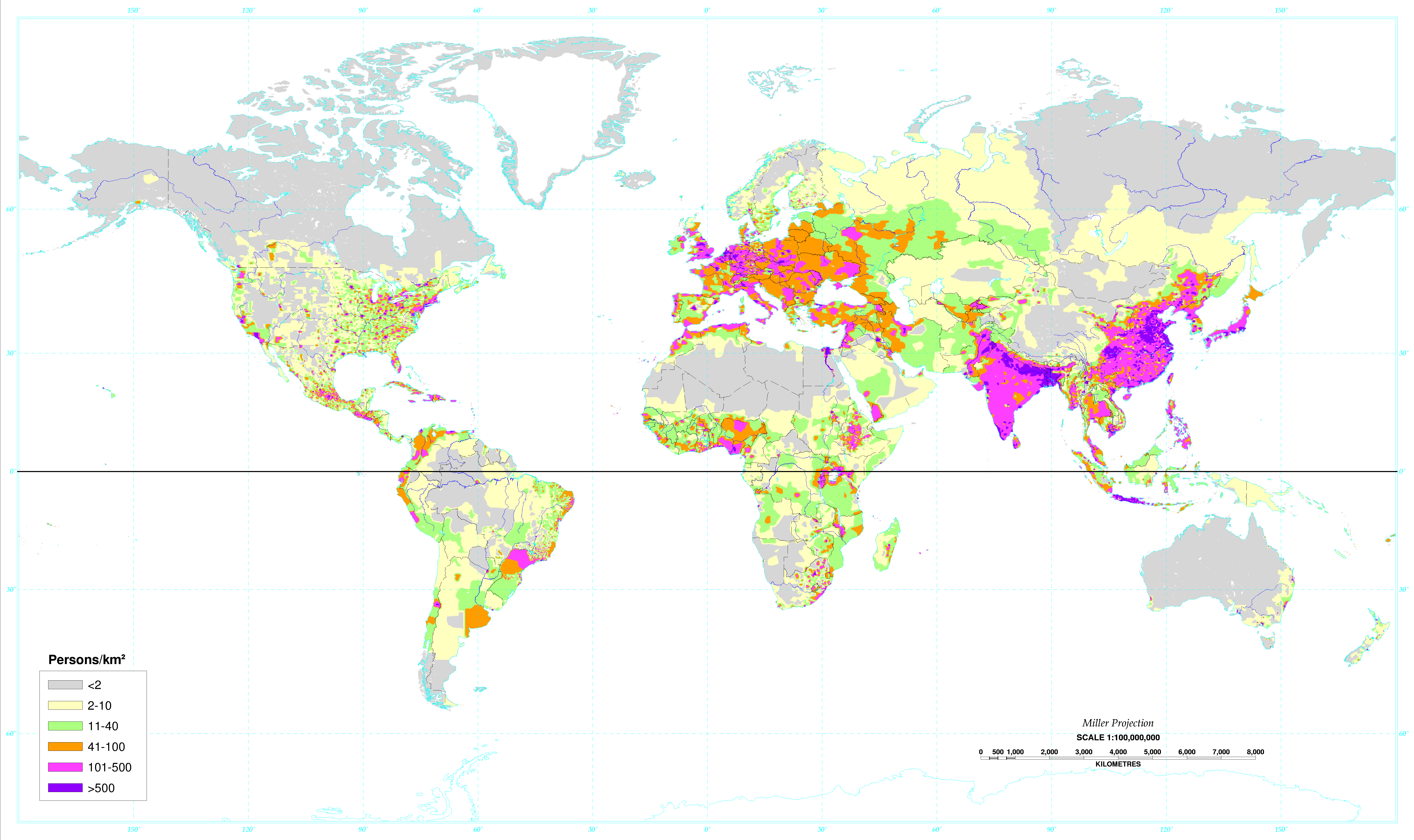
Carte de la densité de population mondiale, montrant les zones inhabitées ou presque inhabitées en gris.

La liste des régions inhabitées comprend un certain nombre d'endroits à travers le monde. La liste change d'année en année à mesure que les êtres humains migrent vers des régions autrefois inhabitées ou migrent hors de régions autrefois habitées.

## Liste
En tant que groupe, la liste des lieux inhabités est appelée le « non-écoumène ». Il s'agit d'un terme géographique spécial qui désigne la zone inhabitée du monde.
Cette liste est dynamique en ce qu'elle évolue régulièrement et ne sera peut-être jamais complète. Vous pouvez la compléter en citant des sources fiables.
- Pratiquement tout l'océan
- Pratiquement tout l'Antarctique[2]
- La plupart de l'Arctique
- La majeure partie du Groenland
- La plupart du Sahara
- Îles des Antipodes
- Îles Ashmore-et-Cartier[3]
- Banque Bajo Nuevo
- Île Baker[4]
- Pyramide de Ball
- Îles Balleny
- Big Major Cay
- Île Bouvet[5]
- Île Caroline
- Île Clipperton
- Les régions semi-arides et les déserts d'Australie
- Île Devon
- Île aux Éléphants
- Elobey Chico
- Île Ernst Thälmann (et les autres îles des cayos Blancos del Sur)
- Une grande partie du Fiordland, Nouvelle-Zélande[6]
- Île de Gough
- Île Hans
- Harmil
- Île de Hashima[7]
- Hatutu
- Île Heard et îles McDonald[8]
- Une grande partie de l'Islande, en particulier ses hauts plateaux
- La zone alpine supérieure et la zone nivale de l'Himalaya (et la plupart des autres hautes montagnes).
- Île Howland[9]
- Île de Queimada Grande
- Île d'Inishark
- Île de Jacó
- Île de Jarvis[10]
- Jong Batu
- Île de Kahoolawe
- Îles Kerguelen
- Récif Kingman[11]
- Mborokua
- Minquiers et Ecréhous
- Île Melville
- Île de Monomoy
- Île Perejil
- Îles du Prince-Édouard
- Une grande partie du nord-est du Nevada
- Île de Navasse[12]
- Terre des nomans
- Beaucoup dans le Grand Nord canadien
- Une grande partie du nord de la Colombie-Britannique
- Une grande partie du nord de l'Ontario
- Îles Paracels[13]
- Atoll Palmyra[14]
- Redonda
- Île ronde
- Îles Orcades du Sud
- Pratiquement toute la mer de Chine méridionale
- Îles Spratly[15]
- Île de Stirling
- Siwalik (contreforts himalayens les plus externes) et la jupe alluviale environnante Bhabar en Inde, au Pakistan, au Népal et au Bhoutan, apparemment en raison du paludisme endémique et des sols secs.
- Saint-Kilda
- Île de Tetepare
- Zone alpine supérieure et zone nivale du Tibet.
- Tinakula